# ديفلازاكورت
ديفلازاكورت، الذي يباع تحت الاسم التجاري كالكورت من بين أسماء أخرى، هو جلايكورتيكود يستخدم لعلاج اضطرابات الحساسية والاضطرابات الالتهابية.  ويمكن استخدامه أيضًا لعلاج الحثل العضلي الدوشيني .  و يؤخذ عن طريق الفم. 
تشمل الآثار الجانبية الشائعة له: زيادة الوزن، و عدوى الجهاز التنفسي العلوي، و زيادة نمو الشعر، و احمرار الجلد، و التهيج. قد تشمل الآثار الجانبية الأخرى: العدوى، و قصور الغدة الكظرية، و متلازمة كوشينغ، و ارتفاع نسبة السكر في الدم، و الحساسية المفرطة، و جلطات الدم، و انحلال البشرة السمي. ديفلازاكورت 6 ملغ له تأثير مضاد للالتهابات مماثل لبريدنيزون 5 ملغ.
سجلت براءة اختراع ديفلازاكورت في عام 1965 و ووفق على استخدامه الطبي في عام 1985.  في المملكة المتحدة، يكلف 60 قرصًا من 6 ملغ هيئة الخدمات الصحية الوطنية حوالي 16 جنيهًا إسترلينيًا اعتبارًا من عام 2021.  في الولايات المتحدة يكلف هذا القدر حوالي 4100 دولار أمريكي. 